# Monthenault
Monthenault és un municipi francès situat al departament de l'Aisne i a la regió dels Alts de França. L'any 2007 tenia 112 habitants.

## Demografia

### Població
El 2007 la població de fet de Monthenault era de 112 persones. Hi havia 48 famílies de les quals 16 eren unipersonals (8 homes vivint sols i 8 dones vivint soles), 20 parelles sense fills i 12 parelles amb fills.
La població ha evolucionat segons el següent gràfic:
Habitants censats

### Habitatges
El 2007 hi havia 59 habitatges, 48 eren l'habitatge principal de la família, 4 eren segones residències i 7 estaven desocupats. 53 eren cases i 5 eren apartaments. Dels 48 habitatges principals, 37 estaven ocupats pels seus propietaris i 11 estaven llogats i ocupats pels llogaters; 1 tenia una cambra, 2 en tenien dues, 5 en tenien tres, 14 en tenien quatre i 26 en tenien cinc o més. 42 habitatges disposaven pel capbaix d'una plaça de pàrquing. A 23 habitatges hi havia un automòbil i a 21 n'hi havia dos o més.

### Piràmide de població
La piràmide de població per edats i sexe el 2009 era:
| Homes | Edats   | Dones |
| ----- | ------- | ----- |
| 0     | 95 o +  | 0     |
| 0     | 90 a 94 | 4     |
| 0     | 85 a 89 | 0     |
| 4     | 80 a 84 | 0     |
| 0     | 75 a 79 | 0     |
| 4     | 70 a 74 | 0     |
| 0     | 65 a 69 | 8     |
| 4     | 60 a 64 | 4     |
| 4     | 55 a 59 | 0     |
| 8     | 50 a 54 | 8     |
| 8     | 45 a 49 | 4     |
| 4     | 40 a 44 | 4     |
| 4     | 35 a 39 | 0     |
| 8     | 30 a 34 | 8     |
| 4     | 25 a 29 | 12    |
| 0     | 20 a 24 | 0     |
| 0     | 15 a 19 | 0     |
| 4     | 10 a 14 | 0     |
| 0     | 5 a 9   | 12    |
| 8     | 0 a 4   | 0     |

## Economia
El 2007 la població en edat de treballar era de 69 persones, 50 eren actives i 19 eren inactives. De les 50 persones actives 47 estaven ocupades (31 homes i 16 dones) i 3 estaven aturades (2 homes i 1 dona). De les 19 persones inactives 5 estaven jubilades, 3 estaven estudiant i 11 estaven classificades com a «altres inactius».
Activitats econòmiques
Dels 6 establiments que hi havia el 2007, 1 era d'una empresa de construcció, 1 d'una empresa de comerç i reparació d'automòbils, 1 d'una empresa d'hostatgeria i restauració, 1 d'una empresa immobiliària, 1 d'una empresa de serveis i 1 d'una entitat de l'administració pública.
L'únic servei als particulars que hi havia el 2009 era un electricista.

## Poblacions més properes
El següent diagrama mostra les poblacions més properes.